# Presbyakusis

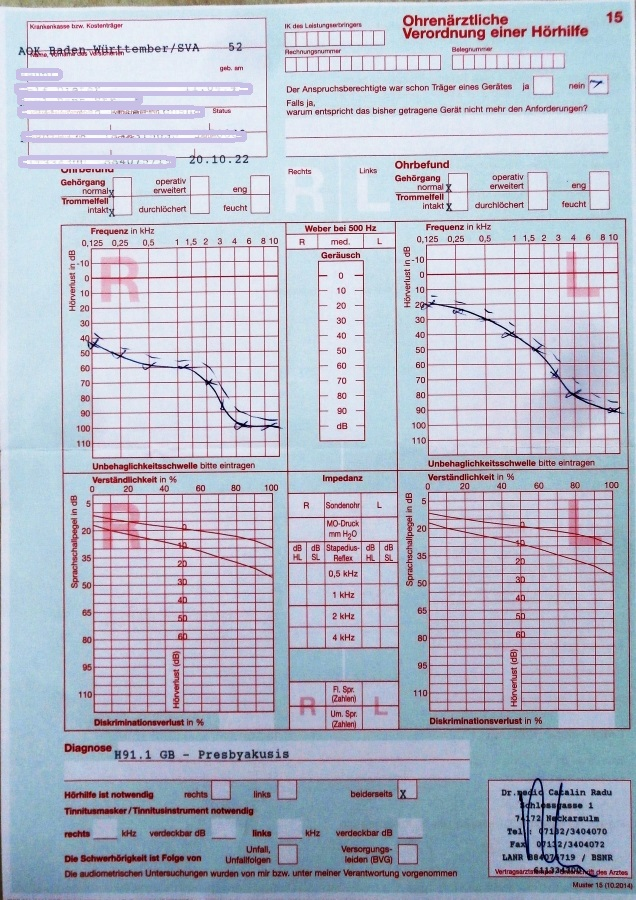
Diagnose von Altersschwerhörigkeit

Presbyakusis („Altersschwerhörigkeit“, (von altgriechisch πρέσβυς présbys „alt“ sowie ἀκούω akoúo „hören“)) ist eine Art der Schwerhörigkeit, die durch physiologische Alterungsprozesse entsteht und etwa ab dem fünften bis sechsten Lebensjahrzehnt auftritt. Typischerweise handelt es sich um eine beidseitige, symmetrische, zunehmende Innenohrschwerhörigkeit bei hohen Frequenzen.

## Diagnostik
Die altersphysiologischen und alterspathologischen degenerativen Prozesse im Corti-Organ einer Altersschwerhörigkeit können bei einem Patienten nicht direkt untersucht werden. Die Anhebung der Hörschwelle insbesondere bei hohen Frequenzen, die durch ein Tonaudiogramm ermittelt werden kann, ist ein wichtiger Hinweis auf das Vorliegen einer Altersschwerhörigkeit. Ein weiterer Hinweis ist das erschwerte Sprachverstehen in Umgebungsgeräuschen.
In der Diagnostik ist eine Trennung einer reinen Altersschwerhörigkeit und einer Schwerhörigkeit durch Lärmbelastung nur sehr schwierig möglich. Selbst wenn genaue Daten über die Lärmbelastung, z. B. während der Berufsausübung, bekannt sind, lassen sich die Anteile nicht exakt quantifizieren.
Wesentlich für die Diagnostik aufgrund von Messergebnissen ist auch die Definition dessen, was als „otologisch normales“ bzw. unbeeinträchtigtes Gehör definiert ist. Einen Anhaltspunkt dafür gibt beispielsweise die entsprechende Festlegung der Norm DIN EN ISO 7029.

## Einflussfaktoren
Lebenslange exogene und endogene Einwirkungen können einen Einfluss auf die Entwicklung bzw. Ausprägung von Altersschwerhörigkeit haben:
- genetische Veranlagung
- Ernährung
- Diabetes mellitus
- Durchblutungsstörungen
- ototoxische Medikamente
- arterielle Hypertonie
- Lärm

Dass ein höheres Lebensalter nicht zwangsläufig mit Schwerhörigkeit zusammenfallen muss, verdeutlichen wissenschaftliche Untersuchungen aus der Völkerkunde: So weist das Hörvermögen von älteren afrikanischen Hirten, die zu ihrer Lebenszeit in ihrer Umwelt kaum hohen Schalldruckpegeln ausgesetzt waren, kaum Empfindlichkeitsverluste auf. Schwerhörigkeit im Alter lässt sich somit auch auf eine intensive Umweltbeeinflussung des Gehörs zurückführen und die Bezeichnung „Altersschwerhörigkeit“ ist also eher undifferenziert und genaugenommen falsch.
Eine neuere Reanalyse der historischen Daten zur Hörfähigkeit sudanesischer Hirten lässt jedoch daran zweifeln, ob die Hörfähigkeit dieses naturnahen Volkes im Alter tatsächlich wesentlich besser ist.
Eine Studie aus dem Jahr 2020 hingegen legt nahe, dass Altersschwerhörigkeit nicht durch das Altern an sich entsteht, sondern das Ergebnis kumulativer Gehörschäden ist.

## Therapie
Als Therapieform kommen zurzeit nur Hörgeräte oder Hörimplantate in Frage.
Eine medikamentöse Behandlung ist nicht möglich, es werden aber z. T. verschiedene Ansätze diskutiert, auch um ein Fortschreiten der Erkrankung zu mindern.
Es wird in der Forschung nach Wegen gesucht, Möglichkeiten zur Regeneration der Haarsinneszellen zu finden. Zurzeit ist nicht absehbar, ob und wann dies tatsächlich möglich sein wird.